# Xã Mann, Quận Bedford, Pennsylvania
Xã Mann (tiếng Anh: Mann Township) là một xã thuộc quận Bedford, tiểu bang Pennsylvania, Hoa Kỳ. Năm 2010, dân số của xã này là 500 người.